# Лані Паллістер
Лані Паллістер (6 червня 2002 , Сідней ) — австралійська плавчиня, призерка чемпіонатів світу.